# 1886 год в театре
1886 год в театре

## Знаменательные события
Рикардо Дриго становится дирижёром и композитором оркестра балетного состава Мариинского театра.

## Персоналии

### Родились
- 6 марта — Надежда Андреевна Обухова, оперная певица (меццо-сопрано), лауреат Сталинской премии (1937), народная артистка СССР (1937).
- 24 июля – Стефан Кеджиньский, польский драматург и сценарист.
- 6 сентября — Александр Иванович Зражевский, советский актёр театра и кино, народный артист СССР, четырежды лауреат Сталинской премии.
- 20 октября — Фёдор Васильевич Лопухов, русский и советский артист балета и балетмейстер, педагог, народный артист РСФСР (1956), заслуженный балетмейстер РСФСР (1927).
- 11 ноября — Мария Базилидес, венгерская оперная певица (контральто).
- 12 декабря — Людвик Морстин, польский поэт, прозаик, драматург (ум. в 1966).

### Скончались
- 14 июня — Александр Николаевич Островский, российский драматург, автор нескольких десятков пьес ставшей классикой мирового театра («Доходное место», «Гроза», «На всякого мудреца довольно простоты», «Волки и овцы», «Лес», «Лес»).